# Nová Lhota (Vidice)
Nová Lhota (německy Neu Lhota) je malá vesnice, část obce Vidice v okrese Kutná Hora. Nachází se asi tři kilometry východně od Vidic. Východně od Nové Lhoty se nacházela Stará Lhota, která byla v sedmdesátých letech 20. století zatopena vodní nádrží Vrchlice. Nová Lhota leží v katastrálním území Roztěž o výměře 5,02 km².

## Historie
První písemná zmínka o vesnici pochází z roku 1393.

## Fotogalerie

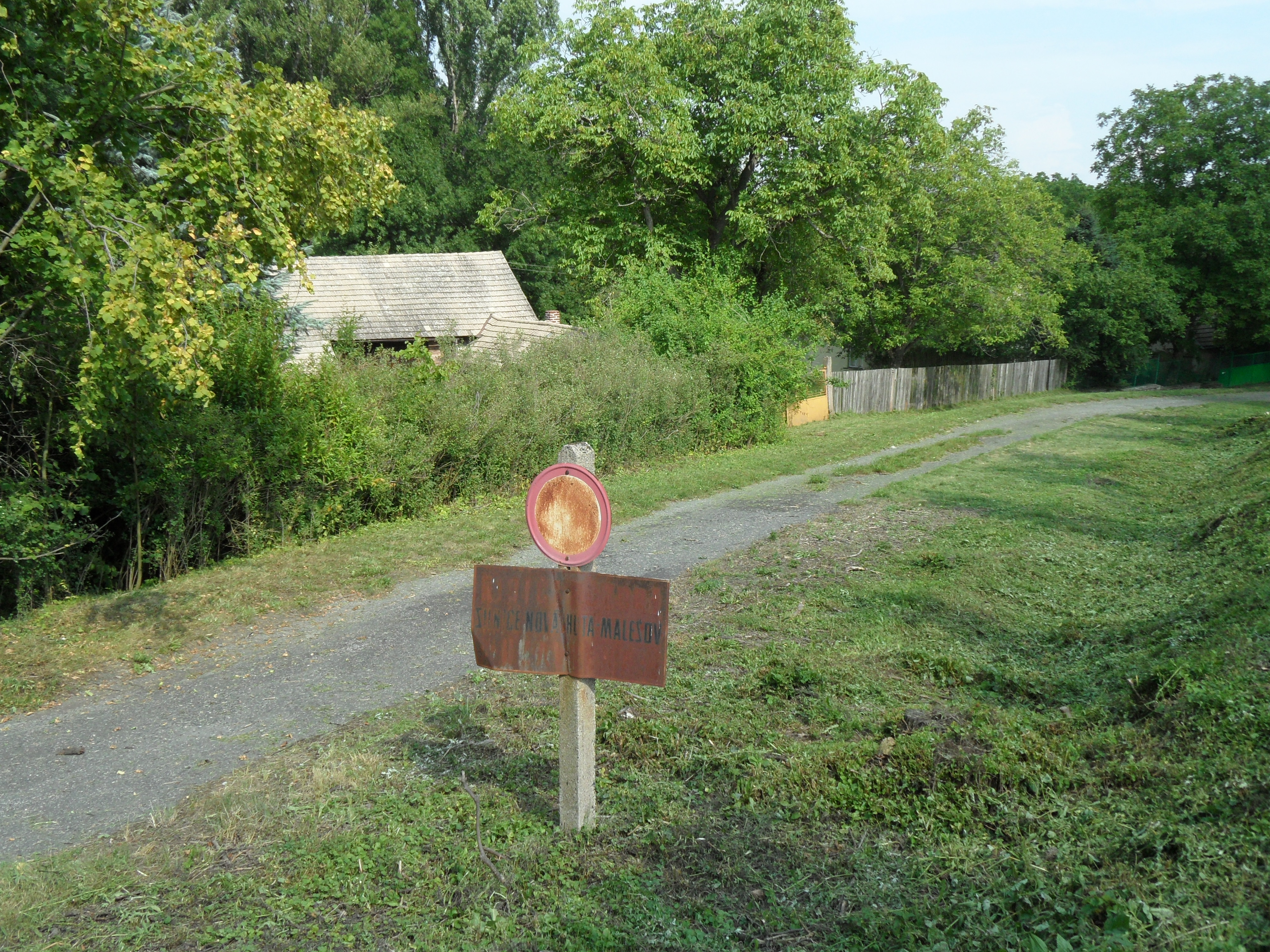
Zbytky zatopené silnice
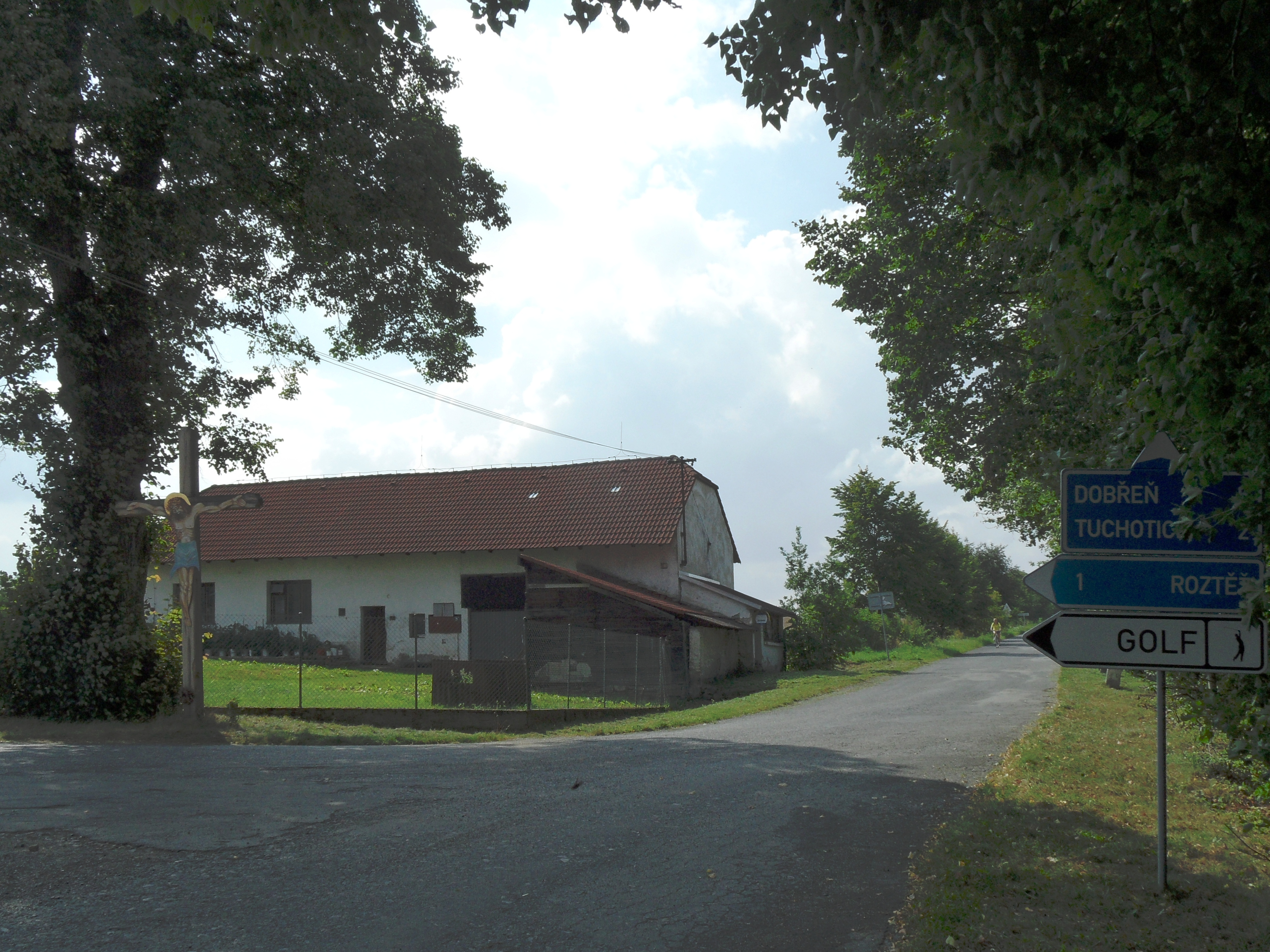
Dům u křižovatky
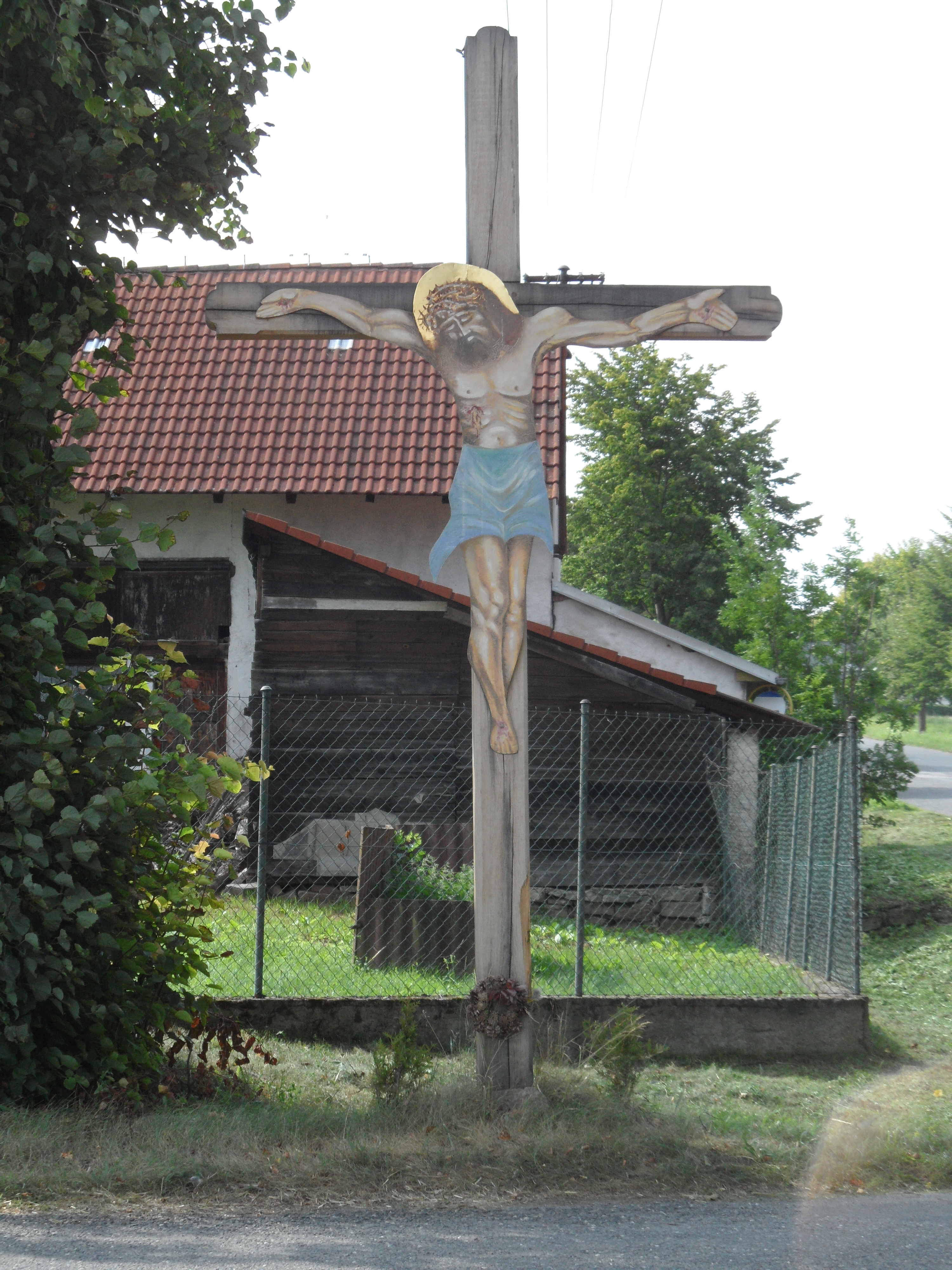
Křížek